# Ernst Schaumburg

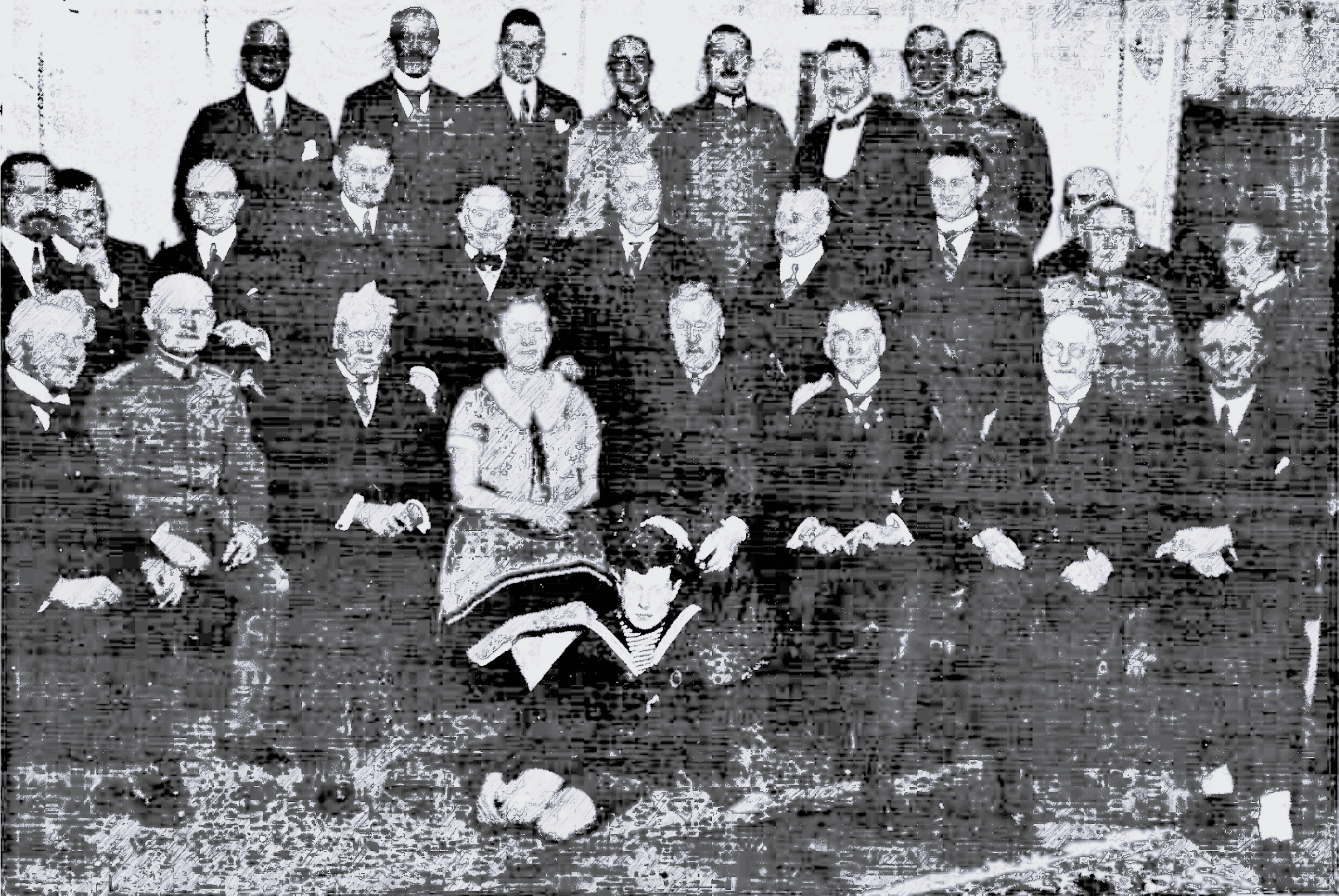
Empfang Eckners 1925 in Lübeck. Obere Reihe von rechts: Hauptmann Friedrich Herrlein, Major v. Schaumburg

Bekanntmachung Schaumburgs in Frankreich (1941)

Ernst Schaumburg (* 13. November 1880 in Koblenz; † 4. Oktober 1947 in Hamburg) war ein deutscher Generalleutnant im Zweiten Weltkrieg sowie von 1940 bis 1943 Kommandant von Paris.

## Leben
Schaumburg trat am 22. März 1899 aus dem Kadettenkorps kommend als Leutnant in das 7. Thüringische Infanterie-Regiment Nr. 96 in Gera ein. Von dort erfolgte am 2. Oktober 1904 seine Versetzung in die Ersatz-Kompanie des Feld-Regiments Nr. 2 der Schutztruppe in Deutsch-Südwestafrika. Hier war Schaumburg an der Niederkämpfung des Aufstandes der Herero und Nama beteiligt und wurde mit dem Roten Adlerorden sowie dem Kronenorden IV. Klasse mit Schwertern ausgezeichnet. Als Oberleutnant (seit 19. August 1909) kehrte er nach Deutschland zurück und kam am 22. März 1910 nach Colmar zur Maschinengewehr-Abteilung Nr. 9. Für ein Jahr versah Schaumburg dann Dienst in der 2. Kompanie des 6. Thüringischen Infanterie-Regiment Nr. 95 in Gotha, ehe er anschließend am 13. September 1913 nach Berlin in das 2. Garde-Regiment zu Fuß versetzt wurde. Zeitgleich mit der Beförderung zum Hauptmann am 1. Oktober 1913 war er dort zunächst beim Stab des II. Bataillons und wurde am 18. Dezember 1913 Chef der 9. Kompanie.
Mit der Mobilmachung bei Ausbruch des Ersten Weltkriegs erfolgte seine Ernennung zum Kompaniechef im Reserve-Infanterie-Regiment Nr. 64, das im Verband der 1. Garde-Reserve-Division ins neutrale Belgien einrückte und hier u. a. am Fall von Namur mitwirkte. Danach verlegte das Regiment an die Ostfront. Hier kam es bei der Schlacht an den Masurischen Seen und dem Feldzug in Südpolen zum Einsatz. Dort wurde Schaumburg am 4. Oktober 1914 durch einen Kopfschuss verwundet. Durch diese Verletzung war er in der Folge für ein knappes Jahr nicht verwendungsfähig. Nach seiner Gesundung übernahm Schaumburg am 21. September 1915 als Kommandeur das II. Bataillon des Regiments. Dieses befehligte er während der Narew-Offensive bei der 12. Armee unter General der Artillerie Max von Gallwitz. 1916 kehrte Schaumburg mit seinem Regiment an die Westfront zurück, kämpfte dort an der Somme, bei Arras und in der Dritten Flandernschlacht. Für die Einnahme von Bapaume während der Frühjahrsoffensive 1918, bei der Schaumburg durch ein Schrapnell an der linken Schulter verwundet wurde, erhielt er am 21. April 1918 die höchste preußische Tapferkeitsauszeichnung, den Pour le Mérite. Am 5. Oktober 1918 wurde Schaumburg mit der Führung des Regiments beauftragt, das er nach Kriegsende in die Heimat zurückführte.
Zum 1. Oktober 1919 folgte seine Übernahme in die Reichswehr, wo man Schaumburg zunächst im Reichswehr-Infanterie-Regiment 115 verwendete. Nach der Verringerung auf das 100.000-Mann-Heer fungierte er ab 1. Oktober 1920 als Kompaniechef im 9. (Preußischen) Infanterie-Regiment. Dort wurde er am 28. September 1921 Major und war als solcher vom 1. April 1922 bis 31. Januar 1925 Adjutant der 3. Division in Berlin. Dann übernahm er als Kommandeur in Lübeck das II. Bataillon des 6. Infanterie-Regiments und wurde am 1. November 1927 zum Oberstleutnant befördert. Vier Monate später rückte Schaumburg dann in den Stab des 7. (Preußischen) Infanterie-Regiments in Schweidnitz auf. Nach der Beförderung zum Oberst am 1. November 1930 erfolgte am 1. Februar 1931 die Ernennung zum Kommandeur des in Königsberg stationierten 1. (Preußischen) Infanterie-Regiments. Dieses Kommando gab Schaumburg nach zwei Jahren ab; stattdessen wurde er zum Stadtkommandanten von Berlin ernannt und am 1. April 1933 zum Generalmajor befördert. Am 1. April 1935 erhielt er den Charakter eines Generalleutnants. Seit dem 1. Februar 1937 war Schaumburg Landwehrkommandeur von Hamburg. Die Beförderung zum Generalleutnant erfolgte schließlich am 1. Februar 1938.
Nach der Umbildung der Hamburger Landwehr zur 225. Infanterie-Division am 26. August 1939 fungierte Schaumburg als deren Kommandeur. Die Division war zunächst zur Sicherung am Westwall stationiert und beteiligte sich dann am Westfeldzug, an dessen Beginn die neutralen Staaten Niederlande und Belgien überfallen wurden. Schaumburg führte die Division dann weiter in Frankreich, wo er das Kommando am 31. Juli 1940 abgab und anschließend zum Kommandanten von Groß-Paris ernannt wurde. Von diesem Posten wurde er am 30. April 1943 entbunden und in die Führerreserve versetzt. Die Nachfolge als Kommandant von Groß-Paris übernahm Hans von Boineburg-Lengsfeld (1889–1980).
Am 31. Oktober 1943 wurde Schaumburg aus dem aktiven Dienst verabschiedet; bis Kriegsende erhielt er keine weitere Verwendung mehr.